# Apochthonius intermedius
Apochthonius intermedius är en spindeldjursart som beskrevs av Chamberlin 1929. Apochthonius intermedius ingår i släktet Apochthonius och familjen käkklokrypare. Inga underarter finns listade i Catalogue of Life.